# 電波の利用状況の調査等に関する省令
電波の利用状況の調査等に関する省令（でんぱのりようじょうきうのちょさうとうにかんするしょうれい、平成14年10月30日総務省令第110号）は、電波法に基づき電波の利用状況の調査について定めることを目的とする総務省令である。

## 構成
2020年（令和2年）4月1日現在
第1条 目的
第2条 用語
第3条 利用状況調査に係る周波数帯
第4条
第5条 利用状況調査の調査事項等
第6条 法第26条の2第2項に規定する調査の方法
第7条 利用状況調査及び評価の結果の概要の作成及び公表
第8条 法第26条の2第5項に規定する調査の方法
第9条 電磁的方法により記録することができる提出書類
附則

## 概要
本省令は、電波法第26条の2に規定する無線局の数、無線局の行う無線通信の通信量、無線局の無線設備の使用の態様その他の電波の利用状況を把握するために必要な事項について定めたものである。
対象
第3条に次のとおり定められた周波数帯ごとに行うものとしている。
1. 714MHz以下
2. 714MHzを超える

公表
調査及び評価の結果の概要は、インターネット及び次の場所で公表される。 
1. 総務省総合通信基盤局
2. 総合通信局（沖縄総合通信事務所を含む。）

## 沿革
2002年（平成14年）- 平成14年総務省令第110号として制定
- 電波法に「おおむね三年を周期として電波の利用状況の調査等を実施する」とされたこと[2]を受けて制定された。
- 平成14年度の調査は
  - 3.6GHzを超え4.2GHz以下
  - 4.4GHzを超え5GHz以下
  - 5.925GHzを超え6.425GHz以下の固定業務（電気通信業務用に限る。）
- 平成15年度の調査は残りの周波数帯

とされた。
- 平成16年度からの周波数帯は770MHzを超え3.4GHz以下、平成17年度は770MHz以下、平成18年度は3.4GHz超とし、以降はこの順である。

2012年（平成24年）- 平成24年総務省令第100号により一部改正
- 周波数帯区分が770MHzから714MHzに改められた。
  - テレビジョン放送のデジタル化に伴う周波数帯域再編による。

2016年（平成28年）- 平成27年法律第26号による電波法改正の施行
- おおむね三年を周期とする規定が削除された。

2020年（令和2年）- 令和2年総務省令第36号により一部改正
- おおむね二年を周期とするものとし、周波数帯は次の区分ごととされた。

1. 714MHz以下
2. 714MHz超

- 「令和元年度調査は714MHzを超え3.4GHz以下についてするもの」[3]であったので、令和2年度調査は714MHz以下について実施されることになる。